# Đường vành đai 3 (Hà Nội)
Đường vành đai 3 Hà Nội (ký hiệu toàn tuyến là CT.37) là một đoạn đường vành đai thuộc hệ thống đường cao tốc Việt Nam và tuyến giao thông đường bộ quan trọng của thủ đô Hà Nội, dài khoảng 65 km, đi qua các xã, phường: Lĩnh Nam, Vĩnh Hưng, Hoàng Mai, Yên Sở, Hoàng Liệt, Định Công, Thanh Liệt, Khương Đình, Thanh Xuân, Đại Mỗ, Yên Hòa, Cầu Giấy, Nghĩa Đô, Xuân Đỉnh, Phú Thượng, Từ Liêm, Phú Diễn, Đông Ngạc, Thiên Lộc, Vĩnh Thanh, Phúc Thịnh, Thư Lâm, Đông Anh, Phù Đổng, Gia Lâm, Bát Tràng, Phúc Lợi, Long Biên.

## Quy hoạch
Đường cao tốc này từng được quy hoạch từ năm 2015 đến 2021 với ký hiệu cũ là CT.20. Tuy nhiên, cho đến hiện tại, do một số biển báo trên đường vẫn còn ký hiệu là CT.20 nên nhiều người vẫn hay gọi đường vành đai 3 (Hà Nội) là cao tốc 20 (CT.20 cũ) hơn là cao tốc 37 (CT.37 hiện tại). Đoạn từ Pháp Vân đến Ninh Hiệp là một phần của đường cao tốc Bắc – Nam phía Đông, và cũng là một phần của đường Xuyên Á AH1.

## Thiết kế
Theo quy hoạch cho giai đoạn I, đoạn Cầu Thăng Long – Mai Dịch – Thanh Xuân – Pháp Vân – cầu Thanh Trì cấu thành bởi đường đô thị hai bên kết hợp với đường cao tốc đô thị ở giữa. Quy hoạch giai đoạn II sẽ làm 8,912 m gồm 385 mét đường và 8.527 mét cầu cạn chính tuyến, gồm 4 làn cao tốc, 2 làn dừng khẩn cấp. Hiện tại tuyến đường này đã hoàn thành cả hai giai đoạn.
Trên đường vành đai 3 có 3 cây cầu lớn là cầu Thăng Long, cầu Thanh Trì và cầu Phù Đổng. Đường vành đai 3 giao cắt với quốc lộ 5 ở Thạch Bàn, đại lộ Thăng Long tại ngã tư Trần Duy Hưng, Quốc lộ 1 và cao tốc Pháp Vân – Cầu Giẽ tại nút giao Pháp Vân, quốc lộ 32 (đường Hồ Tùng Mậu) tại Mai Dịch, quốc lộ 6 (đường Nguyễn Trãi) tại Thanh Xuân, đường cao tốc Hà Nội – Hải Phòng tại nút giao Cổ Linh (Thạch Bàn) và đường cao tốc Hà Nội – Thái Nguyên – Bắc Kạn – Cao Bằng tại nút giao Ninh Hiệp (Gia Lâm).

## Lộ trình
Do đường vành đai 3 thực chất là kết hợp nhiều tuyến đường đã có sẵn, bao gồm các tuyến đường sau: đường Võ Văn Kiệt, đường Tân Xuân, đường Phạm Văn Đồng, đường Phạm Hùng, đường Khuất Duy Tiến, đường Nguyễn Xiển, đường Nghiêm Xuân Yêm, cầu cạn Pháp Vân, đường Hoàng Liệt, đường Đỗ Mười, cầu Thanh Trì, quốc lộ 1 mới đoạn từ cầu Thanh Trì đến Ninh Hiệp, nên đường cũng không có hai điểm đầu và điểm cuối rõ ràng. Riêng đoạn từ Ninh Hiệp đến đường cao tốc Bắc Thăng Long – Nội Bài gồm nhiều đường nội thị nhỏ đi qua các điểm khống chế Việt Hùng – Đông Anh – Tiên Dương – Nam Hồng (nằm phía Nam của đường sắt vành đai Bắc).
Đoạn đường cao tốc của tuyến đường bắt đầu tại nút giao với đường cao tốc Hà Nội – Bắc Giang và quốc lộ 5A. Đây thực chất là đường dẫn của cầu Thanh Trì. Sau khi vượt qua cầu Thanh Trì sẽ là phần đường dẫn còn lại (được thiết kế như đường cao tốc). Đoạn đường dẫn này có các lối ra với đường Lĩnh Nam và đường Tam Trinh. Hết đoạn đường dẫn này sẽ là lối ra đường cao tốc Pháp Vân – Cầu Giẽ. Từ đây, toàn tuyến được làm trên cao, được biết đến là cầu cạn Pháp Vân. Tuyến đường vượt qua hồ Linh Đàm, đi qua nhiều khu đô thị mới ở phía Nam như Linh Đàm, Kim Văn – Kim Lũ trước khi đến lối ra tiếp theo là quốc lộ 6 (đường Nguyễn Trãi). Đoạn đường này tiếp tục đi qua đường Lê Văn Lương và lối ra đi đại lộ Thăng Long – đường Trần Duy Hưng trước khi đến nút giao tiếp theo 4 km sau đó tại nút giao cầu vượt Mai Dịch. Sau khi đi qua nút giao cầu vượt Mai Dịch, tuyến đường tiếp tục với đoạn Nam Thăng Long – Mai Dịch. Đường cao tốc này kết thúc tại nút giao khu đô thị Ciputra và đường dẫn lên cầu Thăng Long.
Đoạn dưới đất bắt đầu từ làn xe máy của cầu Thanh Trì. Đoạn dưới đất đi song song với đoạn trên cao, đi qua đường Lĩnh Nam, Tam Trinh, khu hành chính quận Hoàng Mai, phố Bùi Huy Ích trước khi đến ngã tư Giải Phóng được gọi là đường Đỗ Mười (Đây cũng là một đoạn của quốc lộ 1 mới). Sau ngã tư Giải Phóng, đường được gọi là phố Hoàng Liệt và chạy thêm khoảng 1 km vượt cầu qua hồ Linh Đàm đến phố Nguyễn Hữu Thọ. Phần còn lại chạy từ phố Nguyễn Hữu Thọ và tiếp tục chạy song song với đường vành đai 3 trên cao với nhiều tên gọi như Nghiêm Xuân Yêm, Nguyễn Xiển, Khuất Duy Tiến, Phạm Hùng. Sau khi hết cầu vượt Mai Dịch, đường vành đai 3 dưới đất tiếp tục là đường Phạm Văn Đồng đến hết cầu Thăng Long.

## Lịch sử

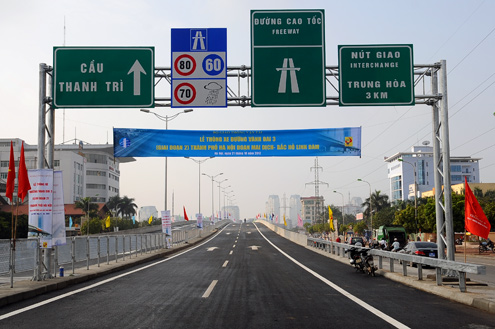
Nút giao Mai Dịch

Đường vành đai 3 đã bắt đầu có trong quy hoạch của Hà Nội từ cuối những năm 1990 thông qua quyết định số 945/CP–KTN ngày 13 tháng 8 năm 1998 của Thủ tướng Chính phủ khi đó phê duyệt
Vào khoảng năm 1986, đường Phạm Văn Đồng và một đoạn của đường Đỗ Mười đã bắt đầu xuất hiện. Đường Bắc Thăng Long – Nội Bài được khỏi công sau đó vào khoảng năm 1988 và hoàn thành vào năm 1998. Vào cùng thời điểm đó, một đoạn của đường Phạm Hùng bắt đầu xuất hiện. Đến khoảng năm 2005, đường Phạm Hùng về cơ bản đã hoàn thành và đưa vào sử dụng. Khi đó, ở đầu bên kia thành phố, cầu Thanh Trì cũng đã được đưa vào sử dụng, giảm tải cho cầu Chương Dương.
Đến năm 2008, khi lưu lượng phương tiện đi qua và ra/ vào Hà Nội ngày một đông, nhu cầu cấp thiết phải có một tuyến đường trên cao để cho các xe đi vòng tránh trung tâm Hà Nội, và mở rộng đường phía dưới để cho phương tiện lưu thông ra/ vào trung tâm Hà Nội. Khi đó, đoạn đường Khuất Duy Tiến chỉ là một con đường bé rộng khoảng 5m, còn đoạn từ Nguyễn Trãi đi Linh Đàm thì chưa hề xuất hiện.
Đến thời điểm năm 2024, việc mở rộng phần nội đô của đường vành đai 3 đoạn từ Việt Hùng đi qua cầu Phù Đổng – cầu Thanh Trì đến cầu Thăng Long (tức các đường quốc lộ 3 mới, Quốc lộ 1 mới, đường Đỗ Mười, đường Hoàng Liệt, đường Nghiêm Xuân Yêm, đường Nguyễn Xiển, đường Khuất Duy Tiến, đường Phạm Hùng, đường Phạm Văn Đồng và tách phần đường đô thị với phần đường cao tốc tại cầu vượt Mai Dịch) đã được hoàn thành. Hiện đường vành đai 3 đang có quy hoạch kết nối với đường cao tốc Hà Nội – Thái Nguyên, nhằm khép kín toàn tuyến của đường vành đai 3 Hà Nội.

## Tiến độ xây dựng
| Số thứ tự | Tên đoạn tuyến                                            | Chiều dài                | Khởi công                | Hoàn thành               | Thời gian xây dựng       | Mở rộng                  |
| --------- | --------------------------------------------------------- | ------------------------ | ------------------------ | ------------------------ | ------------------------ | ------------------------ |
| 1         | Cầu Phù Đổng 2                                            | 4,36 km                  | 10/2008                  | 19/1/2012                | 3 năm, 3 tháng           |                          |
| 2         | Đường dẫn phía bắc Cầu Thanh Trì (Gia Lâm)                | 3,567 km                 | 3/2005                   | 3/2009                   | 4 năm                    |                          |
| 3         | Cầu Thanh Trì                                             | 3,084 km                 | 30/11/2002               | 2/2/2007                 | 4 năm, 2 tháng           |                          |
| 4         | Đường dẫn phía nam Cầu Thanh Trì (Hoàng Mai)              | 6,219 km                 | 9/2008                   | 9/10/2010                | 2 năm                    |                          |
| 5         | Cầu cạn Pháp Vân kéo dài                                  | 1,850 km                 | 17/9/2008                | 9/10/2010                | 2 năm                    |                          |
| 6         | Mai Dịch – Bắc hồ Linh Đàm (giai đoạn 1)                  | 10,2 km                  | 28/12/2001               | 2009                     | 8 năm                    |                          |
| 7         | Nút giao Thanh Xuân                                       | 380m                     |                          | 9/2/2010                 |                          | 8/1/2016                 |
| 8         | Mai Dịch – Bắc hồ Linh Đàm (giai đoạn 2) Cao tốc trên cao | 8,527 km                 | 6/2010                   | 21/10/2012               | 2 năm, 4 tháng           |                          |
| 9         | Nam Thăng Long – Mai Dịch (giai đoạn 1)                   | Mở rộng các đường có sẵn | Mở rộng các đường có sẵn | Mở rộng các đường có sẵn | Mở rộng các đường có sẵn | Mở rộng các đường có sẵn |
| 10        | Nam Thăng Long – Mai Dịch (giai đoạn 2) Cao tốc trên cao  | 5,367 km                 | 6/1/2018                 | 11/10/2020               | 2 năm, 9 tháng           |                          |
| 11        | Hai cầu vượt đi thấp qua hồ Linh Đàm                      | 555m                     | 11/2019                  | 6/10/2020                | 10 tháng                 |                          |
| 12        | Hai đơn nguyên cầu vượt đô thị cạnh cầu vượt Mai Dịch     | 600m                     | 2/3/2023                 | 6/5/2024                 | 1 năm, 2 tháng           |                          |

## Hiện trạng

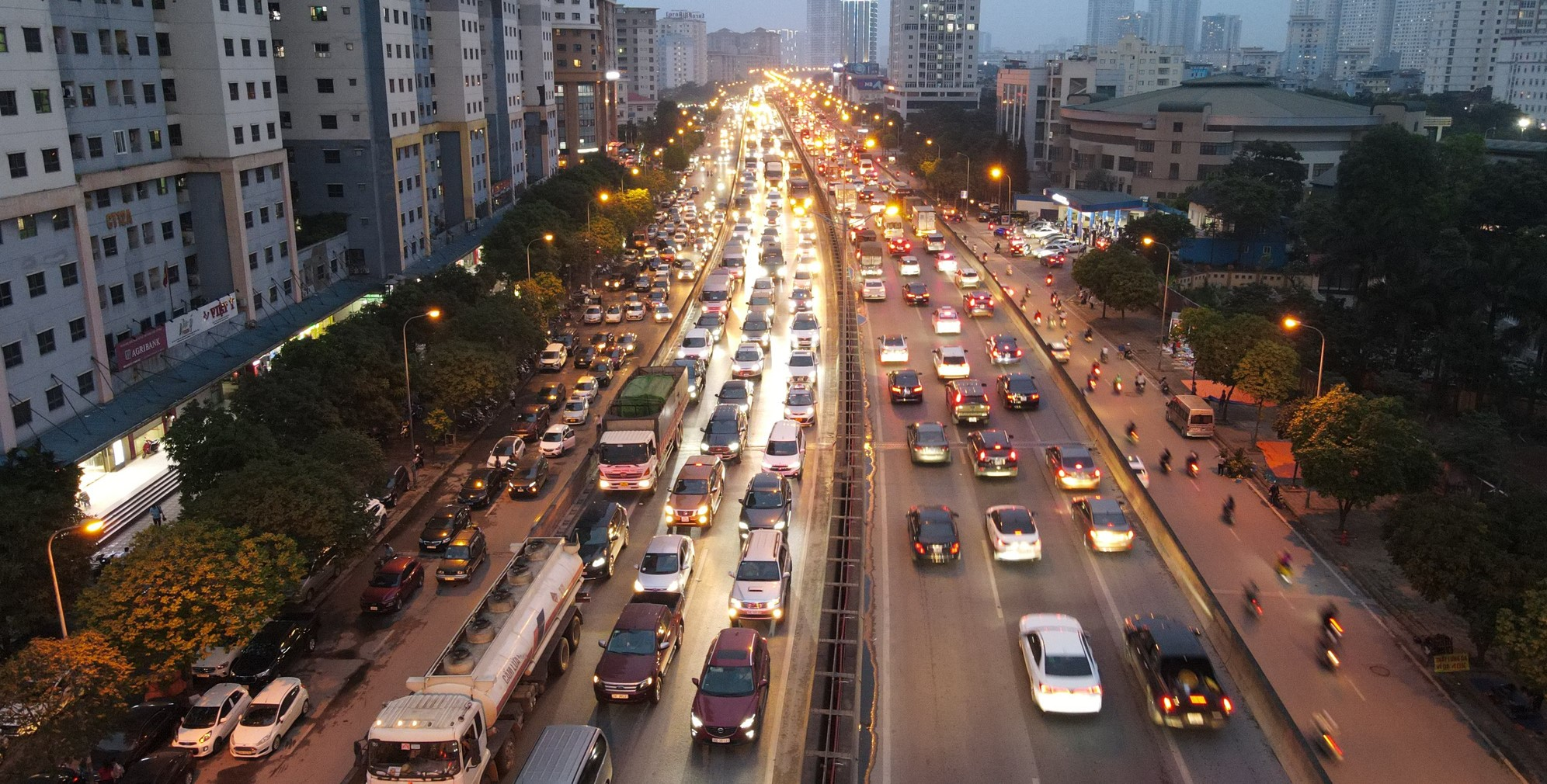
Ùn tắc tại Đường vành đai 3 trên cao trước dịp nghỉ lễ 30/4 và 1/5

Kể từ khi hoàn thành vào năm 2010, Đường vành đai 3 (cả đoạn trên cao và dưới thấp) là một trong những tuyến đường đông đúc nhất Việt Nam.
Do tạm thời là tuyến đường tránh Hà Nội duy nhất, cũng đồng thời kết nối mọi tuyến đường quốc lộ, đường cao tốc đến Hà Nội với các khu vực khác khiến tình trạng tắc nghẽn ngày càng trầm trọng. Đường vành đai 3 không chỉ phục vụ giao thông tránh mà còn phần lớn các con đường chính của Hà Nội, và ngoài ra con đường kết nối hầu hết các khu đô thị mới của thành phố và là một trong hai tuyến đường chính lên sân bay Quốc tế Nội Bài, tuyến đường này thường xuyên xảy ra tình trạng tắc nghẽn giao thông nghiêm trọng, nhất là vào cuối tuần và lễ, Tết.
Thống kê chính thức cuối cùng của Sở Giao thông vận tải Hà Nội cho thấy, vào năm 2021, Vành đai 3 đã ghi nhận khoảng 124.000 phương tiện/ngày. Vào giờ cao điểm và ngày lễ, tốc độ trung bình chậm tới 20 km/h, thấp hơn nhiều so với giới hạn tốc độ. Đã có nhiều trường hợp ùn tắc nghiêm trọng kéo dài đến nửa đêm vào những ngày lễ như Tết hay Ngày Giải phóng.

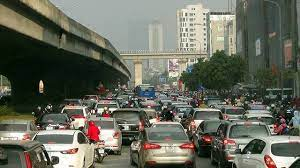
Tình trạng ùn tắc tại nút giao thông Thanh Xuân

Ngoài lưu lượng giao thông cao, thiết kế các đoạn đường cao tốc trên cao cũng là một nguyên nhân gây tắc nghẽn khác. Mặc dù là điểm đầu của hầu hết các tuyến đường cao tốc nối Hà Nội với các vùng khác của đất nước như Pháp Vân – Cầu Giẽ, Hà Nội – Hải Phòng, Hà Nội – Bắc Giang, Đại lộ Thăng Long và cao tốc Hà Nội – Thái Nguyên – Bắc Kạn – Cao Bằng; nhưng hầu hết các nút giao trên đường vành đai 3 đều là các nhánh xuống đơn giản có đèn giao thông, riêng nút giao với đường cao tốc Hà Nội – Hải Phòng và quốc lộ 5 được thiết kế với các nhãnh rẽ riêng cho từng hướng di chuyển. Một vấn đề khác là khoảng cách giữa các nút giao trên đường gần hơn đáng kể so với tiêu chuẩn thiết kế. Chẳng hạn, nút giao Đại lộ Thăng Long – Đường Trần Duy Hưng và Quốc lộ 6 – Đường Nguyễn Trãi cách nhau khoảng 1 km, trong khi Tiêu chuẩn Quốc gia về Xây dựng Đường cao tốc khuyến nghị các lối ra vào chỉ cách nhau ít nhất từ 3 đến 5 km.

## Chi tiết tuyến đường

a. Bảng thông tin tốc độ cao tốc đối với đoạn Nam Thăng Long – Mai Dịch (Trên thực tế tuyến đường vẫn còn ký hiệu là CT.20)

b. Bảng thông tin tốc độ cao tốc đối với đoạn Cầu Thanh Trì – Mai Dịch (Trên thực tế tuyến đường vẫn còn ký hiệu là CT.20)

### Làn xe
- 4 làn xe và 2 làn dừng khẩn cấp
- Cầu Thanh Trì và cầu Phù Đổng: 6 làn xe; 2 làn xe máy, xe thô sơ

### Chiều dài
- Toàn tuyến: 65 km (không bao gồm đoạn đi trùng với )

### Tốc độ giới hạn
- Cầu Thanh Trì: Tối đa: 60 km/h
- Cầu Thanh Trì – Mai Dịch: Tối đa: 80 km/h
- Mai Dịch – JCT Nam Thăng Long: Tối đa: 100 km/h, Tối thiểu: 60 km/h
- JCT Nam Thăng Long – Cầu Thăng Long: Tối đa: 80 km/h

### Cầu
- Cầu Thăng Long
- Cầu Thanh Trì
- Cầu Phù Đổng

## Lộ trình chi tiết
- IC - Nút giao, JCT - Điểm lên xuống, SA - Khu vực dịch vụ (Trạm dừng nghỉ), TN - Hầm đường bộ, TG - Trạm thu phí, BR - Cầu
- Đơn vị đo khoảng cách là km.
- Phần màu xanh dương (■): Đoạn đi trùng với  Đường cao tốc Bắc – Nam phía Đông () và  Quốc lộ 1
- Phần màu xanh lá cây (■): Đoạn đi trùng với  Quốc lộ 1

| Số                                       | Tên                           | Khoảng cách | Tổng khoảng cách | Kết nối                                                                                  | Hướng lên xuống                                                   | Ghi chú                                                                             | Vị trí | Vị trí                                                    |
| ---------------------------------------- | ----------------------------- | ----------- | ---------------- | ---------------------------------------------------------------------------------------- | ----------------------------------------------------------------- | ----------------------------------------------------------------------------------- | ------ | --------------------------------------------------------- |
| BR                                       | Cầu Thăng Long                | –           | 0.00             |                                                                                          |                                                                   | Vượt sông Hồng                                                                      | Hà Nội | Ranh giới Vĩnh Thanh – Thiên Lộc – Phú Thượng – Đông Ngạc |
| 1                                        | JCT Nam Thăng Long            | 0.74        | 0.74             | Phố Kẻ Giàn                                                                              | Đi Khu đô thị Ciputra                                             |                                                                                     | Hà Nội | Ranh giới Phú Thượng – Đông Ngạc                          |
| 2                                        | JCT Công viên Hoà Bình        | 2.5         | 3.24             | Phố Đỗ Nhuận                                                                             | Đi lên theo hướng cầu Phù Đổng Đi xuống theo hướng cầu Thăng Long |                                                                                     | Hà Nội | Ranh giới Xuân Đỉnh – Đông Ngạc                           |
| 3                                        | JCT Hoàng Quốc Việt           | 0.33        | 3.57             | Đường Hoàng Quốc Việt, Đường Bưởi                                                        | Đi lên theo hướng cầu Thăng Long Đi xuống theo hướng cầu Phù Đổng |                                                                                     | Hà Nội | Ranh giới Xuân Đỉnh – Đông Ngạc                           |
| 4                                        | JCT Mai Dịch                  | 1.3         | 4.87             | Quốc lộ 32 (Đường Hồ Tùng Mậu)                                                           | Đi lên theo hướng cầu Thăng Long Đi xuống theo hướng cầu Phù Đổng | Đi Đại học Quốc gia Hà Nội                                                          | Hà Nội | Ranh giới Nghĩa Đô – Phú Diễn                             |
| 5                                        | JCT Mai Dịch                  | 0.95        | 5.82             | Bến xe Mỹ Đình                                                                           | Đi lên theo hướng cầu Phù Đổng Đi xuống theo hướng cầu Thăng Long |                                                                                     | Hà Nội | Ranh giới Yên Hòa – Từ Liêm                               |
| 6                                        | JCT Trung Hòa                 | 2.8         | 8.62             | Đại lộ Thăng Long, Đường Trần Duy Hưng                                                   | Đi lên theo hướng cầu Thăng Long Đi xuống theo hướng cầu Phù Đổng | Đi trung tâm thành phố                                                              | Hà Nội | Ranh giới Yên Hòa – Từ Liêm                               |
| 7                                        | JCT Trung Hòa                 | 1.2         | 9.92             | Đường Lê Văn Lương, Tố Hữu Khu đô thị Trung Hòa – Nhân Chính                             | Đi lên theo hướng cầu Phù Đổng Đi xuống theo hướng cầu Thăng Long |                                                                                     | Hà Nội | Ranh giới Thanh Xuân – Đại Mỗ                             |
| 8                                        | JCT Thanh Xuân                | 0.72        | 10.64            | Quốc lộ 6 (Đường Nguyễn Trãi)                                                            | Đi lên theo hướng cầu Thăng Long Đi xuống theo hướng cầu Phù Đổng | Đi Hà Đông, Trung tâm thành phố                                                     | Hà Nội | Thanh Xuân                                                |
| 9                                        | JCT Thanh Xuân                | 1.1         | 11.74            | Quốc lộ 21C (Đường Phạm Tu)                                                              | Đi lên theo hướng cầu Phù Đổng Đi xuống theo hướng cầu Thăng Long | Đi Xa La, Hà Đông, Kiến Hưng                                                        | Hà Nội | Ranh giới Khương Đình – Thanh Liệt                        |
| 10                                       | JCT Linh Đàm                  | 3.6         | 15.34            | Khu đô thị Linh Đàm, Đường Nguyễn Hữu Thọ                                                | Đi lên theo hướng cầu Phù Đổng Đi xuống theo hướng cầu Thăng Long |                                                                                     | Hà Nội | Hoàng Liệt                                                |
| 11                                       | JCT Pháp Vân                  | 1.2         | 16.54            | Quốc lộ 1 (Đường Giải Phóng – Ngọc Hồi – Đỗ Mười)                                        |                                                                   | Đi Khu đô thị Pháp Vân Khu hành chính Hoàng Mai Bến xe Nước Ngầm và Bến xe Giáp Bát | Hà Nội | Ranh giới Hoàng Mai – Yên Sở                              |
| 12                                       | IC Pháp Vân                   | 0.65        | 17.19            | Đường cao tốc Pháp Vân – Cầu Giẽ () Quốc lộ 1 (Đường Đỗ Mười) Phố Bùi Huy Bích           |                                                                   |                                                                                     | Hà Nội | Ranh giới Hoàng Mai – Yên Sở                              |
| 13                                       | JCT Tam Trinh                 | 1.5         | 18.69            | Đường Tam Trinh                                                                          | Đi lên theo hướng cầu Thăng Long Đi xuống theo hướng cầu Phù Đổng | Đi Mai Động, Tam Trinh, Đền Lừ                                                      | Hà Nội | Ranh giới Hoàng Mai – Yên Sở                              |
| 14                                       | JCT Lĩnh Nam                  | 3.0         | 21.69            | Đường Lĩnh Nam                                                                           | Đi lên theo hướng cầu Thăng Long Đi xuống theo hướng cầu Phù Đổng | Đi Lĩnh Nam, Vĩnh Hưng, Đê Nguyễn Khoái                                             | Hà Nội | Ranh giới Hoàng Mai – Lĩnh Nam                            |
| 15                                       | JCT Cầu Thanh Trì (Phía Nam)  | 0.65        | 22.34            | Đường Lĩnh Nam                                                                           | Đi lên theo hướng cầu Phù Đổng Đi xuống theo hướng cầu Thăng Long | Đi Đê Nguyễn Khoái                                                                  | Hà Nội | Ranh giới Vĩnh Hưng – Lĩnh Nam                            |
| BR                                       | Cầu Thanh Trì                 | ↓           |                  |                                                                                          |                                                                   | Vượt sông Hồng                                                                      | Hà Nội | Ranh giới Vĩnh Hưng – Lĩnh Nam – Long Biên – Bát Tràng    |
| 16                                       | JCT Cầu Thanh Trì (Phía Bắc)  | 3.7         | 26.04            | Đường Giáp Hải                                                                           |                                                                   | Đi Đê Long Biên – Xuân Quan                                                         | Hà Nội | Ranh giới Long Biên – Bát Tràng                           |
| 17                                       | IC Cổ Linh                    | 1.0         | 27.04            | Đường cao tốc Hà Nội – Hải Phòng Đường Cổ Linh                                           |                                                                   | Đi Hải Phòng                                                                        | Hà Nội | Ranh giới Long Biên – Bát Tràng                           |
| 18                                       | IC Quốc lộ 5                  | 1.8         | 28.84            | Quốc lộ 5 (Đường Nguyễn Văn Linh)                                                        | Đi Long Biên, Hải Phòng                                           |                                                                                     | Hà Nội | Ranh giới Long Biên – Bát Tràng – Phúc Lợi – Gia Lâm      |
| 19                                       | JCT Phúc Lợi                  | 1.35        | 30.2             | Đường Phúc Lợi                                                                           | Đi xuống theo hướng cầu Thăng Long                                | Chỉ có lối ra đường Phúc Lợi                                                        | Hà Nội | Ranh giới Phúc Lợi – Gia Lâm                              |
| BR                                       | Cầu Phù Đổng                  | ↓           |                  |                                                                                          |                                                                   | Vượt sông Đuống                                                                     | Hà Nội | Ranh giới Phúc Lợi – Gia Lâm – Phù Đổng                   |
| 20                                       | JCT Phù Đổng                  |             |                  | Đường tỉnh 270                                                                           |                                                                   |                                                                                     | Hà Nội | Phù Đổng                                                  |
| 21                                       | JCT Khu công nghiệp Ninh Hiệp |             |                  | Khu công nghiệp Ninh Hiệp                                                                |                                                                   |                                                                                     | Hà Nội | Phù Đổng                                                  |
| 22                                       | IC Ninh Hiệp                  |             |                  | Đường cao tốc Hà Nội – Bắc Giang Đường cao tốc Hà Nội – Thái Nguyên – Bắc Kạn – Cao Bằng |                                                                   |                                                                                     | Hà Nội | Phù Đổng                                                  |
| BR                                       | Cầu vượt đường sắt            | ↓           |                  |                                                                                          |                                                                   | Vượt Đường tỉnh 295B và đường sắt Hà Nội – Đồng Đăng                                | Hà Nội | Phù Đổng                                                  |
| -                                        | IC Liên Hà                    |             |                  | Đường cao tốc Hà Nội – Thái Nguyên                                                       |                                                                   | Chưa thi công                                                                       | Hà Nội | Ranh giới Đông Anh – Thư Lâm                              |
| BR                                       | Cầu vượt đường sắt            | ↓           |                  |                                                                                          |                                                                   | Vượt đường sắt Hà Nội – Quan Triều Chưa thi công                                    | Hà Nội | Thư Lâm                                                   |
| -                                        | IC Quốc lộ 3                  |             |                  | Quốc lộ 3                                                                                |                                                                   | Chưa thi công                                                                       | Hà Nội | Ranh giới Thư Lâm – Phúc Thịnh                            |
| -                                        | IC Võ Nguyên Giáp             |             |                  | Đường Võ Nguyên Giáp                                                                     |                                                                   | Chưa thi công                                                                       | Hà Nội | Phúc Thịnh                                                |
| BR                                       | Cầu vượt đường sắt            | ↓           |                  |                                                                                          |                                                                   | Vượt đường sắt Bắc Hồng – Văn Điển Chưa thi công                                    | Hà Nội | Phúc Thịnh                                                |
| -                                        | IC Bắc Hồng                   |             |                  | Đường Võ Văn Kiệt                                                                        |                                                                   | Chưa thi công                                                                       | Hà Nội | Ranh giới Quang Minh – Phúc Thịnh                         |
| 23                                       | JCT Mê Linh                   |             |                  | Đường Mê Linh                                                                            |                                                                   | Nút giao đồng mức                                                                   | Hà Nội | Phúc Thịnh                                                |
| 24                                       | IC Nam Hồng                   |             |                  | Đường tỉnh 301                                                                           |                                                                   |                                                                                     | Hà Nội | Phúc Thịnh                                                |
| 25                                       | IC Kim Chung                  |             |                  | Quốc lộ 5 Quốc lộ 23                                                                     |                                                                   |                                                                                     | Hà Nội | Thiên Lộc                                                 |
| 26                                       | JCT Bắc Thăng Long            |             |                  | Đường Bắc Thăng Long - Hải Bối                                                           |                                                                   |                                                                                     | Hà Nội | Ranh giới Vĩnh Thanh – Thiên Lộc                          |
| BR                                       | Cầu Thăng Long                |             |                  |                                                                                          |                                                                   | Vượt sông Hồng                                                                      | Hà Nội | Ranh giới Vĩnh Thanh – Thiên Lộc – Phú Thượng – Đông Ngạc |
| 1.000 mi = 1.609 km; 1.000 km = 0.621 mi |                               |             |                  |                                                                                          |                                                                   |                                                                                     |        |                                                           |

## Các khu vực đi qua
Hà Nội
Lĩnh Nam – Vĩnh Hưng – Hoàng Mai – Yên Sở – Hoàng Liệt – Định Công – Thanh Liệt – Khương Đình – Thanh Xuân – Đại Mỗ – Yên Hòa – Cầu Giấy – Nghĩa Đô – Xuân Đỉnh – Phú Thượng – Từ Liêm – Phú Diễn – Đông Ngạc – Thiên Lộc – Vĩnh Thanh – Phúc Thịnh – Thư Lâm – Đông Anh – Phù Đổng – Gia Lâm – Bát Tràng – Phúc Lợi – Long Biên